# Copa del Rey de voleibol 2011
La LXI edición de la Copa de S.M. el Rey, se celebró en Vecindario.
Los ocho mejores equipos de la primera vuelta de la Superliga disputaron el torneo. El ganador final fue el CAI Voleibol Teruel. Guille Hernan fue designado como MVP del torneo.